# SV Porta Neesen
Der SV Porta Neesen war ein Sportverein aus Neesen, einem Stadtteil von Porta Westfalica im Kreis Minden. Die erste Fußballmannschaft spielte zwei Jahre in der höchsten Amateurliga Westfalens.

## Geschichte

### Vorgängervereine
Bereits vor dem Zweiten Weltkrieg gab es einen Fußballverein in Neesen, der im Arbeitersport aktiv war. Die Fußballer wurden 1932 erstmals Bezirksmeister und qualifizierten sich ein Jahr später für die deutsche Meisterschaft des Arbeiter-Turn- und Sportbundes. Im nordwestdeutschen Halbfinale scheiterte die Mannschaft jedoch am VfL 05 Hamburg, wobei das Ergebnis nicht bekannt ist. Zum Vereinsnamen gibt es widersprüchliche Angaben. So wird für 1932 ein Verein namens FT Porta Neesen, 1933 ein Verein namens SV Porta Neesen erwähnt. Mit der Machtergreifung der Nationalsozialisten wurde der Verein im Jahre 1933 verboten.

### SV Porta Neesen

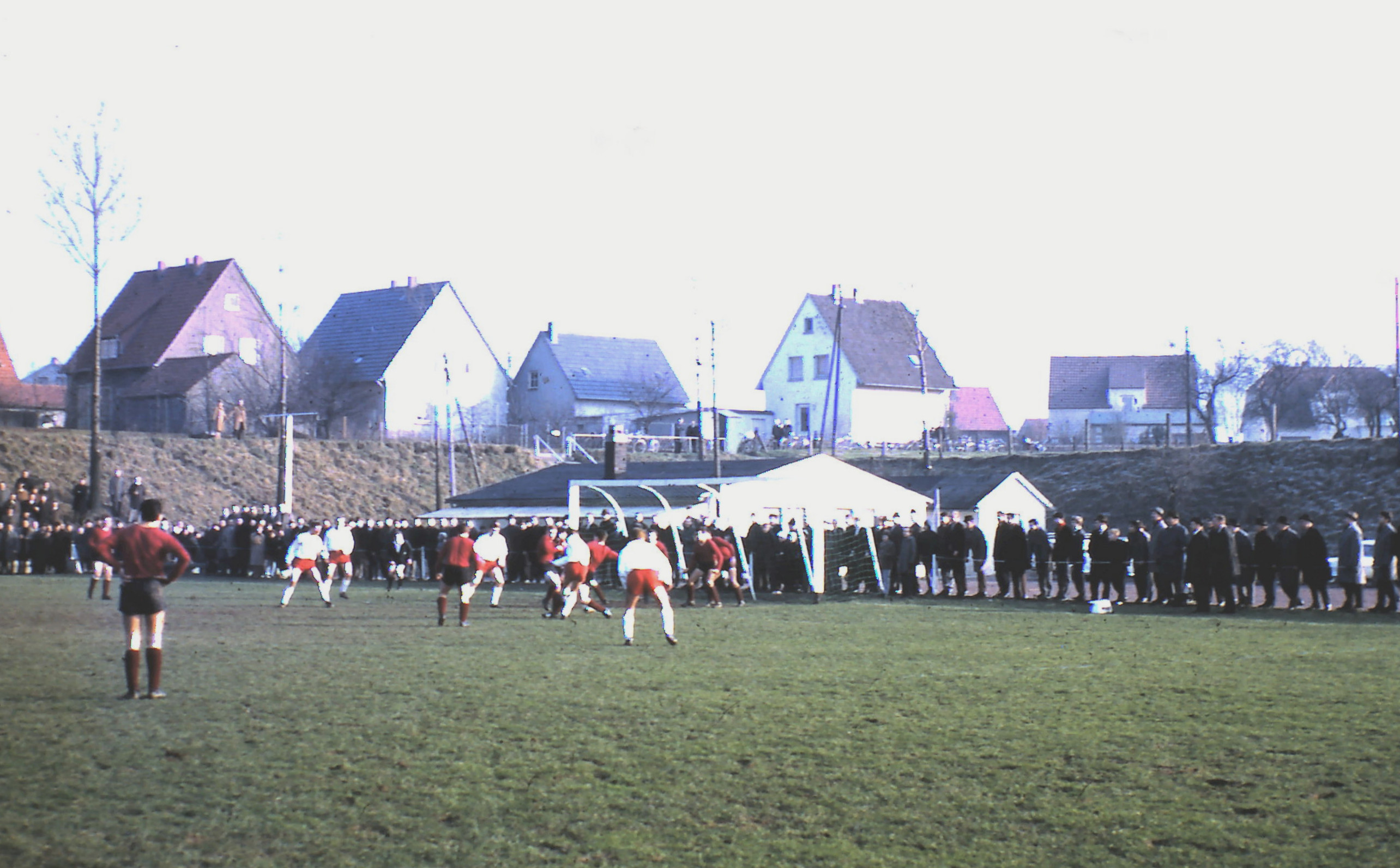
Der Sportplatz in Neesen 1967

Die Neugründung des SV Porta Neesen erfolgte dann am 14. Oktober 1945. Die erste Mannschaft spielte erstmals von 1948 bis 1950 in der Bezirksklasse, wobei sich die Neesener trotz sportlicher Qualifikation freiwillig in die Kreisklasse zurückzogen. Bereits 1951 gelang der Wiederaufstieg und die Neesener etablierten sich in der Folgezeit in der Bezirksklasse. Nach einem dritten Platz in der Saison 1958/59 gelang im Jahre 1964 der Aufstieg in die seinerzeit viertklassige Landesliga. Zwei Jahre später wurde der SV Porta Meister der Landesliga mit drei Punkten Vorsprung auf Minden 05 und stieg in die Verbandsliga auf, die seinerzeit die höchste Amateurliga Westfalens war.
Nach einem neunten Platz in der Aufstiegssaison 1967/68 folgte ein Jahr später der Abstieg. Als Drittletzter mussten die Neesener in die Relegation, wo die Mannschaft dem Landesligisten Arminia Marten mit 0:1 im neutralen Niederense unterlagen. In der folgenden Spielzeit 1969/70 konnte die Mannschaft nur mit Mühe einen weiteren Abstieg in die Bezirksliga verhindern. Noch einmal kämpfte der SV Porta Neesen in den folgenden Jahren um den Wiederaufstieg in die Verbandsliga. In der Saison 1971/72 wurden die Neesener mit einem Punkt Rückstand auf den TuS Sennelager Vizemeister. Ein Jahr später hatte der SC Herford mit einem Punkt Vorsprung die Nase vorn. Von diesem zweimaligen Scheitern erholte sich der Verein nicht mehr und stieg 1974 in die Bezirksliga ab.

## Nachfolgeverein TuS Porta Westfalica
Zwei Jahre später fusionierte der SV Porta Neesen mit dem am 6. Oktober 1945 gegründeten TuS Nammen zum TuS Porta Westfalica. Fusionspartner TuS Nammen spielte in der Saison 1972/73 in der 1. Kreisklasse Minden und war ansonsten in unteren Spielklassen vertreten. Der spätere Europameister im 5000-Meter-Lauf Thomas Wessinghage begann seine Karriere beim TuS Nammen.
Nach der Fusion spielte der TuS Porta Westfalica noch mehrere Jahre im Mittelfeld der Bezirksliga und stieg 1982 in die Kreisliga A und drei Jahre später in die Kreisliga B ab. Ende der 1980er Jahre kam es zu einem neuen Aufschwung und der TuS Porta Westfalica stieg 1988 in die Kreisliga A und zwei Jahre später in die Bezirksliga auf. Der Klassenerhalt wurde verfehlt und 1996 ging es wieder runter in die Kreisliga B. Seitdem gab der TuS Porta Westfalica in den Spielzeiten 1997/98, 2001/02 sowie 2006/07 jeweils einjährige Gastspiele in der Kreisliga A. 2020 stieg der Verein wieder in die Kreisliga A auf, musste aber drei Jahre später wieder absteigen. Der Verein startete in der folgenden Saison 2023/24 in der Kreisliga D und schaffte als Vizemeister den Aufstieg.

## Persönlichkeiten
Mit Klaus-Dieter Derow brachte der SV Porta Neesen einen Zweitligaspieler hervor. Der Torwart absolvierte 65 Zweitligaspiele für den SC Herford. Später wirkte Klaus-Dieter Derow als Trainer beim TuS Porta Westfalica. Dieter Garbers führte den SV Porta Neesen in der Saison 1972/73 zur Vizemeisterschaft in der Landesliga und trainierte später den SC Herford in der 2. Bundesliga.